# Trichrous
Trichrous is een kevergeslacht uit de familie van de boktorren (Cerambycidae). De wetenschappelijke naam van het geslacht werd voor het eerst geldig gepubliceerd in 1858 door Chevrolat.

## Soorten
Trichrous omvat de volgende soorten:
- Trichrous basalis (White, 1853)
- Trichrous bicolor (Sallé, 1856)
- Trichrous brevicornis Zayas, 1975
- Trichrous dimidiatipennis (Chevrolat, 1838)
- Trichrous fisheri Monné & Giesbert, 1992
- Trichrous irroratus (Olivier, 1795)
- Trichrous jaegeri Chevrolat, 1858
- Trichrous jamaicensis Chevrolat, 1858
- Trichrous lineolatus (White, 1853)
- Trichrous nigripes Fisher, 1942
- Trichrous pilipennis Chevrolat, 1862
- Trichrous prasinus Cazier & Lacey, 1952
- Trichrous violaceipennis Fisher, 1942
- Trichrous vittatus Fisher, 1932